# Rundfunkjahr 1960

1960: Der schwarze Kanal kommentiert westdeutsche Fernsehprogramme aus SED-Sicht

Liste der Rundfunkjahre

◄◄ | ◄ | 1956 | 1957 | 1958 | 1959 | Rundfunkjahr 1960 | 1961 | 1962 | 1963 | 1964 | ► | ►►

Weitere Ereignisse

## Allgemein
- Sony bringt mit dem TV-8-301 den ersten tragbaren Transistorfernseher auf den Markt.[1]
- 5. Juli – Umbenennung der bisherigen „Schweizerischen Rundspruchgesellschaft“ in „Schweizerische Radio- und Fernsehgesellschaft“ (SRG).
- 25. Juli – Gründung der Deutschland-Fernsehen GmbH. Hierdurch sollte ein zweites Programm unter Aufsicht der Bundesregierung entstehen. Das Bundesverfassungsgericht untersagt mit seinem Urteil dieses Vorhaben.
- 26. Oktober – Gründung der Bundesrundfunkanstalten Deutsche Welle und Deutschlandfunk. Damit endet die Zuständigkeit der ARD über die Sender

## Hörfunk
- 29. Februar – Der Sender KMOX aus St. Louis, Missouri strahlt die erste Folge von At Your Service aus. Die Reihe gilt als Wegbereiter des Talkradio-Formats.
- 25. Juni – Nach sieben Jahren Laufzeit sendet der ORF die 351. und letzte Folge der Radiosoap Die Radiofamilie Floriani. Die Serie wurde zunächst auf dem amerikanischen Besatzungssender Rot-Weiß-Rot ausgestrahlt und sollte den Alltag einer bürgerlichen Wiener Familie darstellen.
- 27. August – Aus Shreveport, Louisiana wird die letzte Ausgabe der 1948 gestarteten Country-Musikshow Louisiana Hayride ausgestrahlt. Im Laufe der Sendungsgeschichte waren Livedarbietungen von Stars wie Elvis Presley und Johnny Cash zu hören.
- 1. Oktober – Der von der DDR als Geheimsender geschaffene Deutsche Soldatensender 935 nimmt seinen Betrieb auf. Er soll die Soldaten der Bundeswehr ideologisch beeinflussen.
- 25. November – Nach 27 Sendejahren und insgesamt 7.065 Episoden wird Ma Perkins, eine der langlebigsten US-Radiosoaps, eingestellt.

## Fernsehen

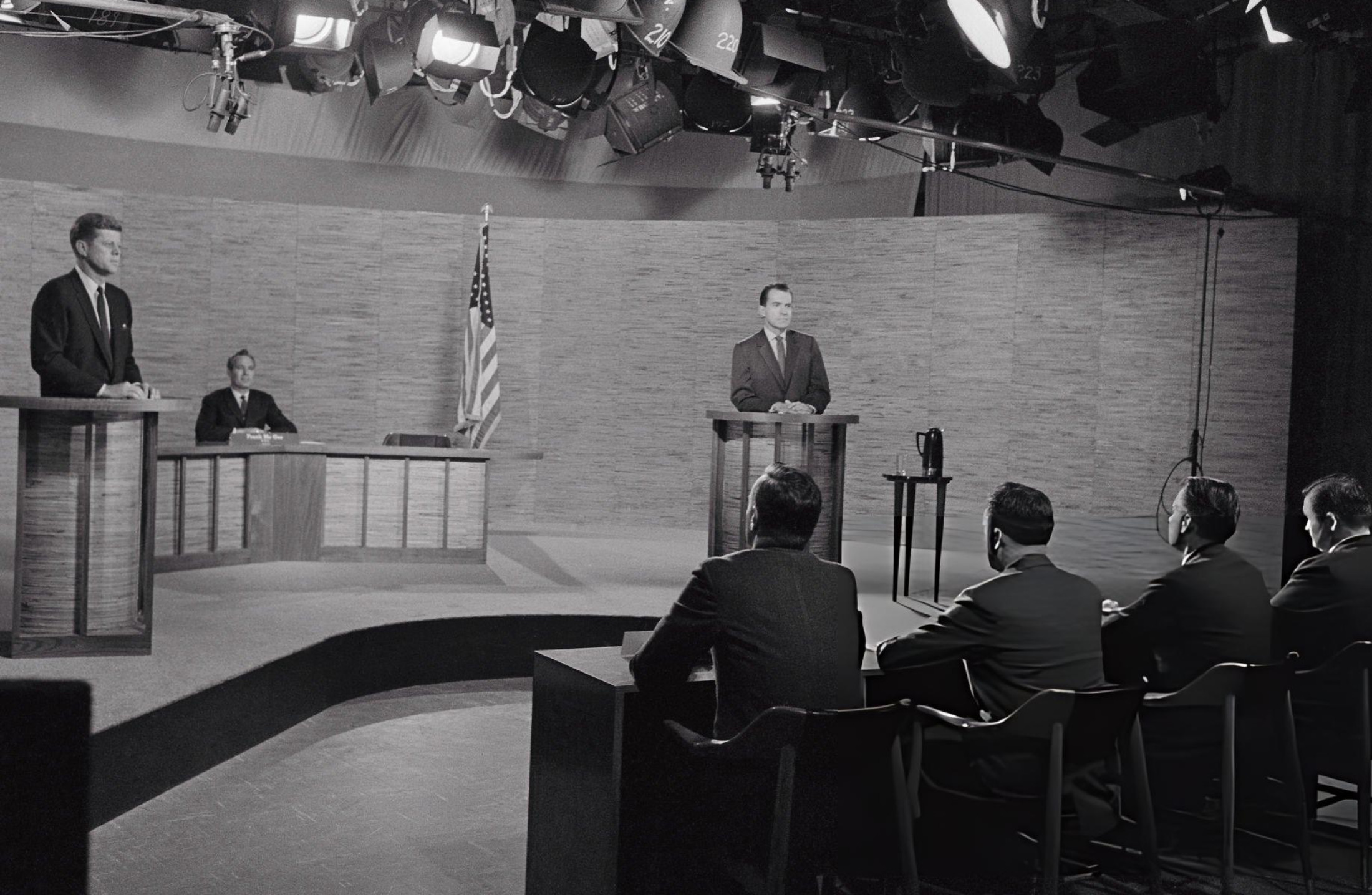
Das (auch im Hörfunk ausgestrahlte) Fernsehduell zwischen Kennedy und Nixon gibt den Ausschlag für den Sieg Kennedys bei den Präsidentschaftswahlen 1960.

- Albanien startet ins Fernsehzeitalter: zunächst wird an drei Tagen in der Woche ein Programm ausgestrahlt.[2]
- 22. Januar – Das Deutsche Fernsehen zeigt die erste Folge der aus der gleichnamigen Hörspielserie entwickelten Fernsehserie Die Firma Hesselbach.
- 21. März – Das DDR-Fernsehen strahlt die erste von insgesamt 1.519 Folgen der Propaganda-Reihe Der schwarze Kanal aus. Karl-Eduard von Schnitzler zeigt darin Ausschnitte aus westdeutschen Fernsehprogrammen und kommentiert diese nach den ideologischen Grundsätzen der SED.
- 22. März bis 17. Mai – Das Deutsche Fernsehen strahlt erstmals den vom NWRV produzierten fünfteiligen  Fernsehfilm Am grünen Strand der Spree nach dem gleichnamigen Buch von Hans Scholz aus. Mit diesem „Straßenfeger“ gelang Regisseur Fritz Umgelter, genau wie ein Jahr zuvor mit So weit die Füße tragen, ein großer Erfolg beim Publikum.
- 29. Juni – Die BBC eröffnet mit dem Television Centre ihr neues Hauptquartier in Westlondon.
- 20. August – Die NRK beginnt mit dem regulären Fernsehbetrieb für Norwegen.
- 25. September – Start von Farbfernsehen in Japan.
- 26. September – Die beiden Bewerber um die Nachfolge Eisenhowers, John F. Kennedy und Richard Nixon stehen sich in dem ersten bedeutenden Fernsehduell der Rundfunkgeschichte gegenüber. Dabei zeigt sich die Macht des noch jungen Mediums: vor allem der jugendlich und optimistisch wirkende Kennedy kann bei den Zusehern mehr punkten als der zwar sachlich gut vorbereitete, aber schlecht rasierte, schwitzende und optisch kaum ansprechende Nixon.
- 30. September – Die Zeichentrickserie Familie Feuerstein hat Premiere im US-Fernsehen.
- 21. Oktober bis 7. November – Im Deutschen Fernsehen läuft der zweite Durbridge-Sechsteiler Es ist soweit. Der unter Regisseur Hans Quest entstandene Krimi erreicht eine Einschaltquote von 80 Prozent.
- 9. Dezember – Die BBC zeigt die erste Folge der Fernsehserie Coronation Street.

## Geboren
- 08. März – Birgit Lechtermann, deutsche Fernsehmoderatorin, wird in Gütersloh geboren.
- 28. Juli – Harald Lesch, deutscher Astrophysiker, Wissenschaftsjournalist und Fernsehmoderator (alpha-Centauri) wird in Gießen geboren.
- 07. August – David Duchovny, US-amerikanischer Schauspieler (‚Fox Mulder‘ in Akte X – Die unheimlichen Fälle des FBI, 1993–2002 und Hank Moody in Californication, seit 2007) wird in New York City geboren.
- 10. September – Harald Krassnitzer, österreichischer Schauspieler (‚Kommissar Moritz Eisner‘ in Tatort seit 1999) wird in Salzburg geboren.
- 02. November – Andy Borg, österreichischer Schlagersänger und Moderator (Musikantenstadl), wird in Wien geboren.
- 05. November – Martin Blumenau, österreichischer Radiomoderator und Musikjournalist, wird in Wien geboren († 2021).
- 07. November – Daniel Boemle, schweizerischer Hörfunkmoderator bei DRS 3 und DJ, wird in Bern geboren († 2007).

## Gestorben
- 09. August – Marie Ulfers, deutsche Schriftstellerin und Hörspielautorin stirbt 71-jährig in Aurich. Sie schrieb Werke sowohl in hochdeutscher als auch in niederdeutscher Sprache.